# Ипох
Ипох е град в Западна Малайзия. Населението му е 710 798 жители (2009 г.), 6-и по население град в страната. Площта му е 643 кв. км. Основан е около 1880 г. Намира се в часова зона UTC+8.

## Побратимени градове
- Клеър (САЩ)
- Фукуока (Япония)